# Via Aemilia Scauri

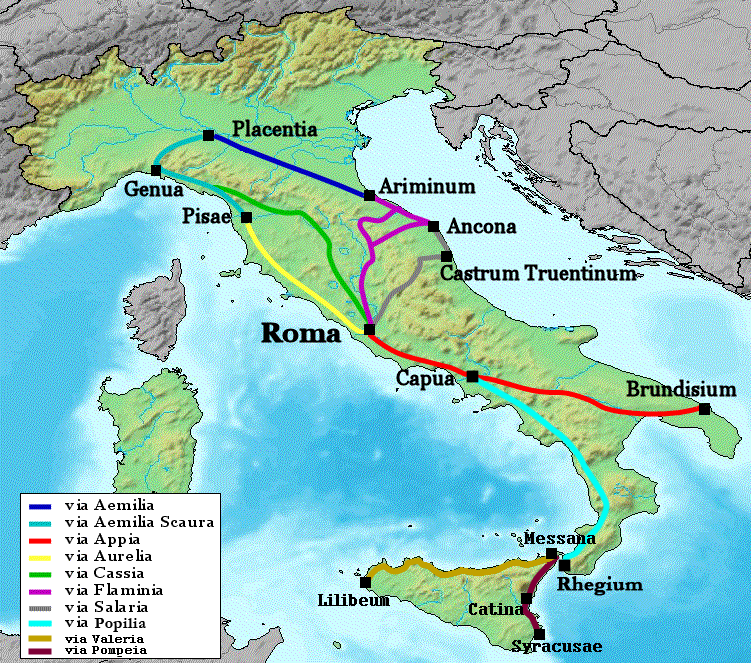
Traseul Via Aemilia Scauri în albastru deschis.

Via Aemilia Scauri este un vechi drum roman construit de cenzorul Marcus Aemilius Scaurus spre 107 î.Hr.

## Drumul

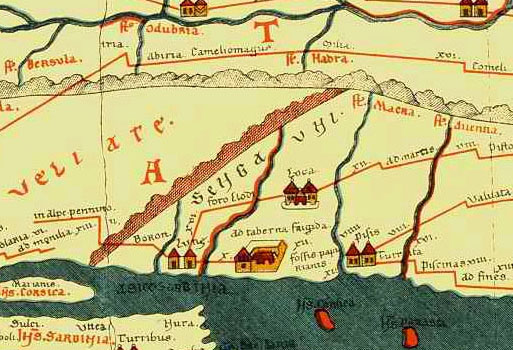
Tabula Peutingeriana: Pars IV - Segmentum IV ; Reprezentarea regiunii Apuana. Se văd colonia Pisa, Lucca, Luni și numele „Senguani”; legătura dintre Pisa și Luni nu este încă reprezentată.

Este îndeosebi un drum costier care lega Placentia de Pisa, trecând prin Genova.
Via Aemilia Scauri a fuzionat cu Via Postumia pentru a deveni Via Julia Augusta.